# Repubblica Socialista Sovietica Autonoma di Buriazia
La Repubblica Socialista Sovietica Autonoma di Buriazia (in russo Бурятская Автономная Советская Социалистическая Республика?), abbreviato in RSSA dei Buriati, era una Repubblica Socialista Sovietica Autonoma della RSFS Russa dell'Unione Sovietica.
Nel 1923 fu creata la repubblica con il nome di Repubblica Socialista Sovietica Autonoma dei Buriati-Mongoli; il suo predecessore era l'Oblast' autonoma dei Buriati-Mongoli. Nel 1958 il nome "Mongoli" fu rimosso dal nome della repubblica. L'RSSA di Buriazia dichiarò la sua sovranità nel 1990 e adottò il nome di Repubblica di Buriazia nel 1992. Tuttavia, rimase una repubblica autonoma all'interno della Federazione Russa.
Negli anni '30, la Buriazia-Mongolia era uno dei siti di studi sovietici volti a confutare le teorie razziali naziste. Tra le altre cose, i medici sovietici studiavano i "livelli di resistenza e fatica" dei lavoratori russi, buriati-mongoli e russi-buriati-mongoli per dimostrare che tutti e tre i gruppi erano ugualmente capaci.

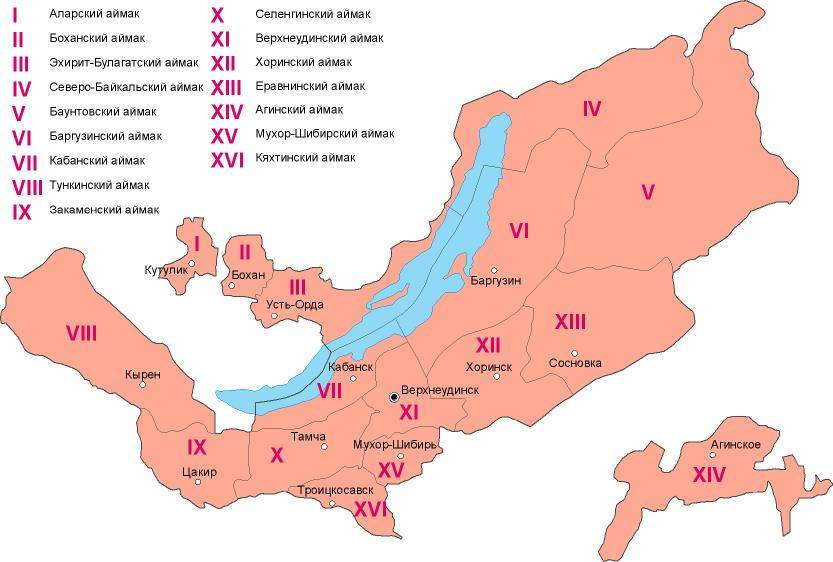
RSSA dei Buriati-Mongoli nel 1925.